# Himne de Sud-àfrica
Des del 1997, l'Himne de Sud-àfrica és una cançó híbrida, que combina estrofes en anglès amb fragments de l'himne 'Nkosi Sikelel' iAfrika' (Déu beneeixi Àfrica) i 'Die Stem van Suid-Afrika' (La crida de Sud-àfrica).
El fet que desplaci la modulació i acabi amb una clau diferent, que és una característica que comparteix amb l'himne d'Itàlia, el fan una composició inusual. La lletra utilitza les cinc llengües més parlades de les onze que componen les llengües oficials de Sud-àfrica: el Xosa (primera estrofa, primeres dues línies), el Zulu (primera estrofa, últimes dues línies), el Sesotho (segona estrofa), l'Afrikaans (tercera estrofa) i l'anglès (quarta estrofa).

## Història
'Nkosi Sikelel' iAfrika' va ser composta per un professor d'escola metodista anomenat Enoch Sontonga el 1897. Primer fou utilitzada com a himne religiós, amb música de la melodia Aberystwyth composta per Joseph Parry, però més tard es convertí en un acte de desafiament polític en contra del govern Apartheid.
'Die Stem' és un poema escrit per C. J. Langenhoven el 1918, i va ser musicat pel Reverend Marthinus Lourens de Villiers el 1921. 'Die Stem van Suid-Afrika' fou el co-himne juntament amb el 'God Save The King'/'God Save The Queen', entre els anys 1938 i 1957, moment en què es convertí en l'únic himne nacional, fins al 1994.
El govern sud-africà va adoptar les dues cançons com a himnes nacionals el 1994, moment en què es van interpretar en la presa de possessió de Nelson Mandela. El 1997, però, van ser refosos en un de sol, formant l'himne actual. La lletra en anglès va ser adaptada de les últimes línies de la primera estrofa del 'Die Stem van Suid-Afrika', marcant els canvis per reflectir l'esperança en la nova societat sud-africana post-apartheid.
Per a la Copa del Món de Rugbi de 1995, Morné du Plessis va suggerir que els Springboks s'aprenguessin tota la lletra de lNkosi Sikelel' iAfrika', i ho van fer amb il·lusió, segons va explicar el seu instructor, Anne Munnik.
En l'actualitat l'himne no està exempt de polèmiques. El fet que l'himne actual inclogui la primera part del 'Die Stem van Suid-Afrika' no agrada a certs sectors de la societat sud-africana, com per exemple el partit Economic Freedom Fighters (Lluitadors per la Llibertat Econòmica), ja que el consideren com un símbol de l'apartheid.

## Lletra i traducció
| Idioma    | Text | Traducció |
| --------- | --- | --- |
| Xosa      | Nkosi sikelel' iAfrika Maluphakanyisw' uphondo lwayo,                                                                                               | Déu beneeixi Àfrica Que alci la seva glòria |
| Zulú      | Yizwa imithandazo yethu, Nkosi sikelela, thina lusapho lwayo.                                                                                       | Escoltans, Senyor beneeix-nos, a nosaltres, els teus fills. |
| Sesotho   | Morena boloka setjhaba sa heso, O fedise dintwa le matshwenyeho, O se boloke, o se boloke sechaba sa heso, Setjhaba sa, South Afrika, South Afrika! | Senyor, et preguem que protegeixis la nostre nació, Intervé i acaba amb tots els conflictes Protegeix-nos, Protegeix nostra nació, Protegeix a Sud-àfrica, Sud-àfrica! |
| Afrikaans | Uit die blou van onse hemel, Uit die diepte van ons see, Oor ons ewige gebergtes, Waar die kranse antwoord gee,                                     | Dels nostres cels blaus, Del més profund dels nostres mars, Sobre els nostres turons eterns, on ressonen els ecos per les penyes,                                      |
| Anglès    | Sounds the call to come together, And united we shall stand, Let us live and strive for freedom, In South Africa our land.                          | Sona la crida per ajuntar-nos, i units ens mantindrem en peu, Vivim i lluitem per la llibertat a Sud-àfrica, la nostra terra.                                          |